# Matthew Risch
Matthew Risch (ur. 1982 w Bostonie) – amerykański aktor teatralny, telewizyjny i filmowy, tancerz.

## Życiorys

### Wczesne lata
Urodził się w Bostonie w stanie Massachusetts. Dorastał z dwójką braci w Salem. Jego matka była stewardesą. Jego rodzice rozwiedli się tuż po jego narodzeniu. Po ukończeniu Walnut Hill School for the Arts, studiował na University of Cincinnati – College-Conservatory of Music w Cincinnati. Podczas nauki dorabiał jako kelner w restauracji w Downtown Cincinnati.

### Kariera
W 1996 wystąpił na Broadwayu jako sierż. Fogarty i Fred Casely w musicalu Chicago. Wcielił się w postać Lewiego w musicalu Józef i cudowny płaszcz snów w technikolorze. W 2007 pojawiał się jako Carlos w broadwayowskiej wersji Legalnej blondynki (Legally Blonde: The Musical') ze Stockard Channing. W 2008 w Roundabout Theatre Company otrzymał rolę Joeya Evansa w musicalu  Johna O’Hary Pal Joey w Studio 54, zastępując aktora Christiana Hoffa, który odniósł kontuzję stopy. W latach 2011–12 wystąpił jako Trip Wyeth (zastąpił Thomasa Sadoskiego) w off-broadwayowskim spektaklu Other Desert Cities z Elizabeth Marvel i Stacym Keachem, zastępując Justina Kirka.
W dramacie Test na życie (Test, 2013) zagrał postać homoseksualnego Todda. W serialu Freeform Switched at Birth (Zamienione przy urodzeniu, 2013-2014) pojawił się jako senator Coto. Wystąpił też w serialu HBO Spojrzenia (Looking, 2014-2015) z Murrayem Bartlettem i Scottem Bakulą.

## Życie prywatne
Zdeklarował w mediach, że jest gejem.

## Filmografia

### Filmy fabularne
- 2010: Seks w wielkim mieście 2 (Sex and the City 2) jako chórzysta weselny
- 2013: Test na życie (Test) jako Todd
- 2014: HOMEWARD. jako prawdziwy agent osiedlowy
- 2015: Sad Studs (film krótkometrażowy) jako Puff Daddy

### Seriale TV
- 2008: Szminka w wielkim mieście (Lipstick Jungle) jako gwiazdor
- 2009: Plotkara (Gossip Girl) jako Ilan (kucharz Paparazzi)
- 2011: Submissions Only jako Ollie Grant
- 2011: Zaprzysiężeni (Blue Bloods) jako Jonathan Pink
- 2013: Współczesna rodzina (Modern Family) jako Jotham
- 2013-2014: Switched at Birth (Zamienione przy urodzeniu) jako senator Chip Coto / Chip Coto
- 2014-2015: Spojrzenia (Looking) jako Matthew
- 2014: CSI: Kryminalne zagadki Las Vegas (C.S.I.: Crime Scene Investigation) jako Calvin Reynolds
- 2015: Rosewood jako Ian Hunter
- 2016-2017: Sposób na morderstwo (How to Get Away with Murder) jako Thomas